# 安庆起义
安庆起义，清朝末年革命党人在安徽省省会安庆府举行的两次反清起义，分别为丁未安庆之役（1907年）、戊申安庆之役（1908年）。
1906年（清德宗光绪三十二年），光复会首领徐锡麟为掩护革命，捐资为道员，得到安徽巡抚恩铭信任，充任安庆巡警处会办兼巡警学堂监督。1907年（光绪三十三年，丁未年），徐锡麟与浙江光复会负责人秋瑾商定，定于7月19日在安徽、浙江同时发动起义。6月中旬，浙江绍兴府会党提前起事，打乱了计划。7月5日，徐锡麟与陈伯平、马宗汉定于7月8日安徽巡警学堂举行毕业典礼时起义，聚歼参加典礼的省内文武大员，占领安庆，以待秋瑾浙东义军响应，会攻南京。毕业典礼提前于7月6日举行，巡抚恩铭、布政使冯煦、按察使联裕等均到堂。徐锡麟在进呈学生名册时，忽拔出手枪连发数弹，将恩铭击杀。其他文武官员纷纷逃散。徐锡麟当即宣布起义，率学生百余人进占军械所。后被清军包围，战斗持续4小时，陈伯平阵亡，徐锡麟被捕，当晚就义，起义失败。
1908年（光绪三十四年，戊申年）11月，江苏、安徽革命党准备趁清朝政府调沿江各省新军于安徽省太湖县举行秋操之际起义。11月19日，新军第九镇中的革命党人熊成基、范传甲、薛哲等议定在当晚起事，由熊成基率炮营、马营攻安庆城，范传甲、薛哲分率步营、辎重队为内应。当天22时，驻城东炮营与城西马营同时发难，会合后夺取北门外菱湖嘴弹药库，攻下焚烧测量学堂的步兵营部，随后合力攻城。由于安徽巡抚朱家宝当晚得知起义计划后，加强了城防，城内薛哲率百余人往北门迎接起义军时，遇巡防营阻挡，临事畏惧，未敢发动。范传甲则被长官监视，所部有枪无弹，无法冲出。熊成基率军攻城一整夜，因无内应而不得入，11月20日早晨，清军数艘兵舰原已表示归顺革命军，这时被朱家宝胁迫，攻打起义军。战至16时，起义军弹尽粮绝，向集贤关撤退，取道桐城，直趋庐州府（今合肥市），途中力战清军追兵。到达庐州时，所剩不满百人，被迫解散。熊成基退往寿州（今寿县），后避居日本。范传甲、薛哲等300余人被捕遇难。